# Kusiće
Pour l’article homonyme, voir Kusice.
Kusiće (en serbe cyrillique : Кусиће) est un village de Serbie situé dans la municipalité de Veliko Gradište, district de Braničevo. Au recensement de 2011, il comptait 664 habitants.
Kusiće est situé sur la rivière Pek, un affluent droit du Danube.

## Démographie

### Évolution historique de la population
| 1948  | 1953  | 1961  | 1971  | 1981 | 1991 | 2002 | 2011 |
| ----- | ----- | ----- | ----- | ---- | ---- | ---- | ---- |
| 1 184 | 1 171 | 1 095 | 1 092 | 999  | 952  | 742  | 664  |

|  |